# Marc Peteli Libó Visol
Marc Peteli Libó Visol (en llatí: Marcus Poetelius M. F. M. N. Libo Visolus) va ser un magistrat romà. Formava part de la gens Petèlia, i de la família dels Peteli Libó, d'origen plebeu.
Va ser elegit cònsol romà l'any 314 aC juntament amb Gai Sulpici Llong, i l'any següent (313 aC) va ser designat magister equitum del dictador Gai Peteli Libó Visol. Durant el seu consolat va obtenir una important victòria sobre els samnites prop de Caudium i tot seguit va assetjar Benevent, però segons els Fasti va ser el cònsol Gai Sulpici Llong el que va obtenir els honors del triomf per aquesta victòria.